# 安南河 (马来西亚)
安南河是位于马来西亚雪兰莪州北部与霹雳州南部边界的一条河，为两州界河。
安南河的发源自蒂蒂旺沙山脉，其正源位于东凉山，向西汇入马六甲海峡。东凉山峰顶也是彭亨、雪兰莪与霹雳三州的交界点。
安南河全长200公里，北岸从上游到下游依次为霹雳州慕亚林县、马登巴冷县及峇眼拿督县，南岸从上游到下游依次为雪兰莪州乌鲁雪兰莪县及沙白安南县，全流域还包括了瓜拉雪兰莪县。
河流中上游适合种植油棕及橡胶，下游为红树林沼泽，部分改造为稻田。